# Équipe de Roumanie de football au Championnat d'Europe 2024
Cet article relate le parcours de l'équipe de Roumanie de football lors du Championnat d'Europe de football 2024 qui a lieu du 14 juin au 14 juillet 2024 en Allemagne.

## Qualifications
La Roumanie a participé à la Ligue B de la Ligue des nations de l'UEFA 2022-2023, où elle était regroupée avec la Bosnie-Herzégovine, la Finlande et le Monténégro. La Roumanie a réalisé une performance acceptable, l'équipe battant à domicile la Finlande et la Bosnie-Herzégovine, mais a subi trois défaites, dont deux à l'aller comme au retour contre le Monténégro, signifiant qu'elle était reléguée en Ligue C.
Leur terrible performance en Ligue des nations signifie qu'ils doivent se qualifier directement pour l'UEFA Euro 2024. La Roumanie, dans les éliminatoires de l'Euro 2024, a terminé en tête de son groupe et invaincue avec six victoires et quatre nuls. En particulier, la Roumanie a obtenu deux résultats contre la Suisse (un match nul à l'extérieur 2-2 à l'aller après avoir été menée 0-2, et une victoire à domicile 1-0 au retour lors de la dernière journée pour consolider sa position de leader) et a fait preuve de solidité défensive avec seulement 5 buts concédés, marquant ainsi le retour des Tricolorii à une phase finale de l'Euro après huit ans d'absence,,,.
| Rang | Équipe      | Pts | J  | G | N | P | Bp | Bc | Diff |  | Résultats (▼ dom., ► ext.) |     |     |     |     |     |     |
| ---- | ----------- | --- | -- | - | - | - | -- | -- | ---- |  | -------------------------- | --- | --- | --- | --- | --- | --- |
| 1    | Roumanie    | 22  | 10 | 6 | 4 | 0 | 16 | 5  | +11  |  | Roumanie                   |     | 1-0 | 1-1 | 2-1 | 2-0 | 4-0 |
| 2    | Suisse      | 17  | 10 | 4 | 5 | 1 | 22 | 11 | +11  |  | Suisse                     | 2-2 |     | 3-0 | 3-3 | 1-1 | 3-0 |
| 3    | Israël      | 15  | 10 | 4 | 3 | 3 | 11 | 11 | 0    |  | Israël                     | 1-2 | 1-1 |     | 1-0 | 1-1 | 2-1 |
| 4    | Biélorussie | 12  | 10 | 3 | 3 | 4 | 9  | 14 | -5   |  | Biélorussie                | 0-0 | 0-5 | 1-2 |     | 2-1 | 1-0 |
| 5    | Kosovo      | 11  | 10 | 2 | 5 | 3 | 10 | 10 | 0    |  | Kosovo                     | 0-0 | 2-2 | 1-0 | 0-1 |     | 1-1 |
| 6    | Andorre     | 2   | 10 | 0 | 2 | 8 | 3  | 20 | -17  |  | Andorre                    | 0-2 | 1-2 | 0-2 | 0-0 | 0-3 |     |

- Sélection directement qualifiée pour l'Euro 2024

## Matchs de préparation
| 22 mars 2024                      | Roumanie | 1 - 1   | Irlande du Nord | Arena Națională, Bucarest            |                                      |
| 20h45 · Historique des rencontres | Man 23e  | (1 - 1) | 7e Reid         | Arbitrage : Kristoffer Karlsson (en) | Arbitrage : Kristoffer Karlsson (en) |
| 20h45 · Historique des rencontres | Rapport  |         |                 | Arbitrage : Kristoffer Karlsson (en) | Arbitrage : Kristoffer Karlsson (en) |

| 26 mars 2024                      | Colombie                              | 3 - 2   | Roumanie                | Estadio Metropolitano, Madrid ( Espagne)                   |                                                            |
| 20h30 · Historique des rencontres | Córdoba 6e · Arias 35e · Asprilla 79e | (2 - 0) | 84e Hagi · 90+3e Tănase | Spectateurs : 35 742 Arbitrage : Alejandro Muñiz Ruiz (es) | Spectateurs : 35 742 Arbitrage : Alejandro Muñiz Ruiz (es) |
| 20h30 · Historique des rencontres | Rapport                               |         |                         | Spectateurs : 35 742 Arbitrage : Alejandro Muñiz Ruiz (es) | Spectateurs : 35 742 Arbitrage : Alejandro Muñiz Ruiz (es) |

| 4 juin 2024                       | Roumanie   | 0 - 0   | Bulgarie | Stadionul Steaua, Bucarest   |                              |
| 20h30 · Historique des rencontres |            | (0 - 0) |          | Arbitrage : Atilla Karaoğlan | Arbitrage : Atilla Karaoğlan |
| 20h30 · Historique des rencontres | [ Rapport] |         |          | Arbitrage : Atilla Karaoğlan | Arbitrage : Atilla Karaoğlan |

| 8 juin 2024               | Roumanie   | 0 - 0   | Liechtenstein | Stadionul Steaua, Bucarest |             |
| Historique des rencontres |            | (0 - 0) |               | Arbitrage :                | Arbitrage : |
| Historique des rencontres | [ Rapport] |         |               | Arbitrage :                | Arbitrage : |

## Phase finale
Le camp de base de la Roumanie se situe dans la ville de Wurtzbourg, en Bavière.

### Effectif
NB : Les âges et les sélections sont calculés au début de l'Euro 2024, le 14 juin 2024.

### Premier tour
| v · m | Équipe    | Pts | J | G | N | P | Bp | Bc | Diff |
| ----- | --------- | --- | - | - | - | - | -- | -- | ---- |
| 1     | Roumanie  | 4   | 3 | 1 | 1 | 1 | 4  | 3  | +1   |
| 2     | Belgique  | 4   | 3 | 1 | 1 | 1 | 2  | 1  | +1   |
| 3     | Slovaquie | 4   | 3 | 1 | 1 | 1 | 3  | 3  | 0    |
| 4     | Ukraine   | 4   | 3 | 1 | 1 | 1 | 2  | 4  | -2   |

#### Roumanie - Ukraine
| Match 10                | Roumanie                                           | 3 - 0   | Ukraine      | Munich Football Arena, Munich                                                    |                                                                                  |
| 17 juin 2024 15h00 CEST | ( Man) Stanciu 29e · Marin 53e · ( Man) Drăguș 57e | (1 - 0) |              | Spectateurs : 61 591 Arbitrage : Glenn Nyberg (en) Arbitre vidéo : Rob Dieperink | Spectateurs : 61 591 Arbitrage : Glenn Nyberg (en) Arbitre vidéo : Rob Dieperink |
| 17 juin 2024 15h00 CEST | Marin 79e                                          | Rapport | 67e Konoplia | Spectateurs : 61 591 Arbitrage : Glenn Nyberg (en) Arbitre vidéo : Rob Dieperink | Spectateurs : 61 591 Arbitrage : Glenn Nyberg (en) Arbitre vidéo : Rob Dieperink |

#### Belgique - Roumanie
| Match 22                 | Belgique                                           | 2 - 0   | Roumanie                 | Stade de Cologne, Cologne                                                                 |                                                                                           |
| 22 juin 2024 21 h 0 CEST | ( Lukaku) Tielemans 2e · ( Casteels) De Bruyne 80e | (1 - 0) |                          | Spectateurs : 42 535 Arbitrage : Szymon Marciniak Arbitre vidéo : Tomasz Kwiatkowski (de) | Spectateurs : 42 535 Arbitrage : Szymon Marciniak Arbitre vidéo : Tomasz Kwiatkowski (de) |
| 22 juin 2024 21 h 0 CEST | Lukebakio 35e                                      | Rapport | 60e Bancu · 65e M. Marin | Spectateurs : 42 535 Arbitrage : Szymon Marciniak Arbitre vidéo : Tomasz Kwiatkowski (de) | Spectateurs : 42 535 Arbitrage : Szymon Marciniak Arbitre vidéo : Tomasz Kwiatkowski (de) |

#### Slovaquie - Roumanie
| Match 33                 | Slovaquie         | 1 - 1   | Roumanie                               | Frankfurt Arena, Francfort-sur-le-Main                                          |                                                                                 |
| 26 juin 2024 18 h 0 CEST | ( Kucka) Duda 24e | (1 - 1) | 37e (pen.) R. Marin                    | Spectateurs : 54 000 Arbitrage : Daniel Siebert Arbitre vidéo : Bastian Dankert | Spectateurs : 54 000 Arbitrage : Daniel Siebert Arbitre vidéo : Bastian Dankert |
| 26 juin 2024 18 h 0 CEST | Duda 90+1e        | Rapport | 45+1e Burcă · 45+4e Bancu · 88e Pușcaș | Spectateurs : 54 000 Arbitrage : Daniel Siebert Arbitre vidéo : Bastian Dankert | Spectateurs : 54 000 Arbitrage : Daniel Siebert Arbitre vidéo : Bastian Dankert |

### Huitième de finale

#### Roumanie - Pays-Bas
| Match 43                   | Roumanie                   | 0 - 3   | Pays-Bas                                                         | Munich Football Arena, Munich                                                 |                                                                               |
| 2 juillet 2024 18 h 0 CEST |                            | (0 - 1) | 20e Gakpo ( Simons) · 83e Malen ( Gakpo) · 90+3e Malen ( Simons) | Spectateurs : 65 012 Arbitrage : Felix Zwayer Arbitre vidéo : Bastian Dankert | Spectateurs : 65 012 Arbitrage : Felix Zwayer Arbitre vidéo : Bastian Dankert |
| 2 juillet 2024 18 h 0 CEST | M. Marin 67e · Stanciu 81e | Rapport | 78e Dumfries · 90+4e Malen                                       | Spectateurs : 65 012 Arbitrage : Felix Zwayer Arbitre vidéo : Bastian Dankert | Spectateurs : 65 012 Arbitrage : Felix Zwayer Arbitre vidéo : Bastian Dankert |

## Statistiques

### Temps de jeu
| N°         | Joueurs            |          |          |          |          | TT       | But inscrit | Passe décisive | MJ       | MT       | Légende |
| ---------- | ------------------ | -------- | -------- | -------- | -------- | -------- | ----------- | -------------- | -------- | -------- | --- |
| Gardiens   | Gardiens           | Gardiens | Gardiens | Gardiens | Gardiens | Gardiens | Gardiens    | Gardiens       | Gardiens | Gardiens | Abréviations et symboles : TT : Total de minutes jouées MJ : Nombre de matchs joués MT : Matchs joués en tant que titulaire : but : passe décisive : joueur entré : joueur remplacé : capitaine : carton jaune : carton rouge |
| 1          | Florin Niță        | 90       | 90       | 90       | 90       | 360      | -           | -              | 4        | 4        | Abréviations et symboles : TT : Total de minutes jouées MJ : Nombre de matchs joués MT : Matchs joués en tant que titulaire : but : passe décisive : joueur entré : joueur remplacé : capitaine : carton jaune : carton rouge |
| 12         | Horațiu Moldovan   | -        | -        | -        | -        | -        | -           | -              | -        | -        | Abréviations et symboles : TT : Total de minutes jouées MJ : Nombre de matchs joués MT : Matchs joués en tant que titulaire : but : passe décisive : joueur entré : joueur remplacé : capitaine : carton jaune : carton rouge |
| 16         | Ștefan Târnovanu   | -        | -        | -        | -        | -        | -           | -              | -        | -        | Abréviations et symboles : TT : Total de minutes jouées MJ : Nombre de matchs joués MT : Matchs joués en tant que titulaire : but : passe décisive : joueur entré : joueur remplacé : capitaine : carton jaune : carton rouge |
| Défenseurs |                    |          |          |          |          |          |             |                |          |          | Abréviations et symboles : TT : Total de minutes jouées MJ : Nombre de matchs joués MT : Matchs joués en tant que titulaire : but : passe décisive : joueur entré : joueur remplacé : capitaine : carton jaune : carton rouge |
| 2          | Andrei Rațiu       | 90       | 90       | 90       | 90       | 360      | -           | -              | 4        | 4        | Abréviations et symboles : TT : Total de minutes jouées MJ : Nombre de matchs joués MT : Matchs joués en tant que titulaire : but : passe décisive : joueur entré : joueur remplacé : capitaine : carton jaune : carton rouge |
| 3          | Radu Drăgușin      | 90       | 90       | 90       | 90       | 360      | -           | -              | 4        | 4        | Abréviations et symboles : TT : Total de minutes jouées MJ : Nombre de matchs joués MT : Matchs joués en tant que titulaire : but : passe décisive : joueur entré : joueur remplacé : capitaine : carton jaune : carton rouge |
| 4          | Adrian Rus         | 75       | -        | 86       | -        | 19       | -           | -              | 2        | 0        | Abréviations et symboles : TT : Total de minutes jouées MJ : Nombre de matchs joués MT : Matchs joués en tant que titulaire : but : passe décisive : joueur entré : joueur remplacé : capitaine : carton jaune : carton rouge |
| 5          | Ionuț Nedelcearu   | -        | -        | -        | -        | -        | -           | -              | -        | -        | Abréviations et symboles : TT : Total de minutes jouées MJ : Nombre de matchs joués MT : Matchs joués en tant que titulaire : but : passe décisive : joueur entré : joueur remplacé : capitaine : carton jaune : carton rouge |
| 11         | Nicușor Bancu      | 90       | 90       | 90       | -        | 270      | -           | -              | 3        | 3        | Abréviations et symboles : TT : Total de minutes jouées MJ : Nombre de matchs joués MT : Matchs joués en tant que titulaire : but : passe décisive : joueur entré : joueur remplacé : capitaine : carton jaune : carton rouge |
| 15         | Andrei Burcă       | 90       | 90       | 90       | 90       | 360      | -           | -              | 4        | 4        | Abréviations et symboles : TT : Total de minutes jouées MJ : Nombre de matchs joués MT : Matchs joués en tant que titulaire : but : passe décisive : joueur entré : joueur remplacé : capitaine : carton jaune : carton rouge |
| 22         | Vasile Mogoș (en)  | -        | -        | -        | 38       | 38       | -           | -              | 1        | 1        | Abréviations et symboles : TT : Total de minutes jouées MJ : Nombre de matchs joués MT : Matchs joués en tant que titulaire : but : passe décisive : joueur entré : joueur remplacé : capitaine : carton jaune : carton rouge |
| 24         | Bogdan Racovițan   | 87       | -        | -        | 38       | 55       | -           | -              | 2        | 0        | Abréviations et symboles : TT : Total de minutes jouées MJ : Nombre de matchs joués MT : Matchs joués en tant que titulaire : but : passe décisive : joueur entré : joueur remplacé : capitaine : carton jaune : carton rouge |
| Milieux    |                    |          |          |          |          |          |             |                |          |          | Abréviations et symboles : TT : Total de minutes jouées MJ : Nombre de matchs joués MT : Matchs joués en tant que titulaire : but : passe décisive : joueur entré : joueur remplacé : capitaine : carton jaune : carton rouge |
| 6          | Marius Marin       | 75       | 68       | 90       | 72       | 305      | -           | -              | 4        | 4        | Abréviations et symboles : TT : Total de minutes jouées MJ : Nombre de matchs joués MT : Matchs joués en tant que titulaire : but : passe décisive : joueur entré : joueur remplacé : capitaine : carton jaune : carton rouge |
| 8          | Alexandru Cicâldău | -        | -        | -        | 72       | 18       | -           | -              | 1        | 0        | Abréviations et symboles : TT : Total de minutes jouées MJ : Nombre de matchs joués MT : Matchs joués en tant que titulaire : but : passe décisive : joueur entré : joueur remplacé : capitaine : carton jaune : carton rouge |
| 10         | Ianis Hagi         | 62       | 68       | 66       | 72       | 188      | -           | -              | 4        | 2        | Abréviations et symboles : TT : Total de minutes jouées MJ : Nombre de matchs joués MT : Matchs joués en tant que titulaire : but : passe décisive : joueur entré : joueur remplacé : capitaine : carton jaune : carton rouge |
| 13         | Valentin Mihăilă   | 62       | 68       | -        | 72       | 114      | -           | -              | 3        | 1        | Abréviations et symboles : TT : Total de minutes jouées MJ : Nombre de matchs joués MT : Matchs joués en tant que titulaire : but : passe décisive : joueur entré : joueur remplacé : capitaine : carton jaune : carton rouge |
| 14         | Darius Olaru       | -        | 68       | -        | 88       | 24       | -           | -              | 2        | 0        | Abréviations et symboles : TT : Total de minutes jouées MJ : Nombre de matchs joués MT : Matchs joués en tant que titulaire : but : passe décisive : joueur entré : joueur remplacé : capitaine : carton jaune : carton rouge |
| 17         | Florinel Coman     | 62       | -        | 58       | -        | 120      | -           | -              | 2        | 2        | Abréviations et symboles : TT : Total de minutes jouées MJ : Nombre de matchs joués MT : Matchs joués en tant que titulaire : but : passe décisive : joueur entré : joueur remplacé : capitaine : carton jaune : carton rouge |
| 18         | Răzvan Marin       | 90       | 90       | 86       | 90       | 356      | 2           | -              | 4        | 4        | Abréviations et symboles : TT : Total de minutes jouées MJ : Nombre de matchs joués MT : Matchs joués en tant que titulaire : but : passe décisive : joueur entré : joueur remplacé : capitaine : carton jaune : carton rouge |
| 20         | Dennis Man         | 62       | 90       | 66       | 90       | 266      | -           | 2              | 4        | 3        | Abréviations et symboles : TT : Total de minutes jouées MJ : Nombre de matchs joués MT : Matchs joués en tant que titulaire : but : passe décisive : joueur entré : joueur remplacé : capitaine : carton jaune : carton rouge |
| 21         | Nicolae Stanciu    | 87       | 90       | 90       | 88       | 355      | 1           | -              | 4        | 4        | Abréviations et symboles : TT : Total de minutes jouées MJ : Nombre de matchs joués MT : Matchs joués en tant que titulaire : but : passe décisive : joueur entré : joueur remplacé : capitaine : carton jaune : carton rouge |
| 23         | Deian Sorescu      | -        | 90       | 58       | -        | 36       | -           | -              | 2        | 0        | Abréviations et symboles : TT : Total de minutes jouées MJ : Nombre de matchs joués MT : Matchs joués en tant que titulaire : but : passe décisive : joueur entré : joueur remplacé : capitaine : carton jaune : carton rouge |
| 26         | Adrian Șut         | -        | -        | -        | -        | -        | -           | -              | -        | -        | Abréviations et symboles : TT : Total de minutes jouées MJ : Nombre de matchs joués MT : Matchs joués en tant que titulaire : but : passe décisive : joueur entré : joueur remplacé : capitaine : carton jaune : carton rouge |
| Attaquants |                    |          |          |          |          |          |             |                |          |          | Abréviations et symboles : TT : Total de minutes jouées MJ : Nombre de matchs joués MT : Matchs joués en tant que titulaire : but : passe décisive : joueur entré : joueur remplacé : capitaine : carton jaune : carton rouge |
| 7          | Denis Alibec       | -        | 81       | -        | 72       | 27       | -           | -              | 2        | 0        | Abréviations et symboles : TT : Total de minutes jouées MJ : Nombre de matchs joués MT : Matchs joués en tant que titulaire : but : passe décisive : joueur entré : joueur remplacé : capitaine : carton jaune : carton rouge |
| 9          | George Pușcaș      | 75       | -        | 66       | -        | 39       | -           | -              | 2        | 0        | Abréviations et symboles : TT : Total de minutes jouées MJ : Nombre de matchs joués MT : Matchs joués en tant que titulaire : but : passe décisive : joueur entré : joueur remplacé : capitaine : carton jaune : carton rouge |
| 19         | Denis Drăguș       | 75       | 81       | 66       | 72       | 295      | 1           | -              | 4        | 4        | Abréviations et symboles : TT : Total de minutes jouées MJ : Nombre de matchs joués MT : Matchs joués en tant que titulaire : but : passe décisive : joueur entré : joueur remplacé : capitaine : carton jaune : carton rouge |
| 25         | Daniel Bîrligea    | -        | -        | -        | -        | -        | -           | -              | -        | -        | Abréviations et symboles : TT : Total de minutes jouées MJ : Nombre de matchs joués MT : Matchs joués en tant que titulaire : but : passe décisive : joueur entré : joueur remplacé : capitaine : carton jaune : carton rouge |

| Buts | Joueurs         | Adversaires        |
| ---- | --------------- | ------------------ |
| 2    | Răzvan Marin    | Ukraine, Slovaquie |
| 1    | Nicolae Stanciu | Ukraine            |
| 1    | Denis Drăguș    | Ukraine            |

| Passes | Joueurs    | Adversaires |
| ------ | ---------- | ----------- |
| 2      | Dennis Man | Ukraine     |